# General Álvaro Obregón
General Álvaro Obregón är en ort i Mexiko.   Den ligger i kommunen Álamo Temapache och delstaten Veracruz, i den sydöstra delen av landet, 230 km nordost om huvudstaden Mexico City. General Álvaro Obregón ligger 22 meter över havet och antalet invånare är 127.
Terrängen runt General Álvaro Obregón är huvudsakligen platt, men åt sydost är den kuperad. Runt General Álvaro Obregón är det ganska tätbefolkat, med 65 invånare per kvadratkilometer. Närmaste större samhälle är Temapache, 14,5 km norr om General Álvaro Obregón. Trakten runt General Álvaro Obregón består till största delen av jordbruksmark.